# محارب (مسلسل)
محارب (بالإنجليزية: Warrior)‏ هو مسلسل جريمة فنون قتالية أمريكي بدأ عرضه في 5 أبريل 2019 على قناة سينماكس.

## طاقم التمثيل
- أندرو كوجي بدور أسام.
- أوليفيا تشينغ بدور أه توي.
- جيسون توبين بدور جون الأصغر.
- ديان دوان بدور ماي لينج.
- كيران بيو بدور بيل أوهارا.
- جوانا فاندرهام بدور بينيلوب بليك.
- توم ويستون جونز بدور ريتشارد هنري لي.
- هون لي بدور وانغ تشاو.
- لنجلي كيركود بدور والتر فرانكلين باكلي.
- كريستيان ماكاي بدور صموئيل بليك.
- جو تاسليم بدور لي يونغ.
- داستن نجوين بدور زينغ.
- سيلين باكنز بدور صوفي ميرسر.

## الإنتاج
في عام 1971، طور بروس لي مفهومًا لمسلسل تلفزيوني بعنوان آه سام، حول فنان عسكري في الغرب الأمريكي القديم. ومع ذلك، واجه لي صعوبة في عرض المسلسل على شركتي وارنر برذرز وباراماونت. وفقًا لأرملة لي، ليندا لي كادويل، أعادت شركة وارنر براذرز تجهيز وإعادة تسمية مفهوم لي إلى مسلسل كونغ فو، بطولة ديفيد كارادين في الدور الرئيسي. ذكرت شركة وارنر برذرز أنهم قد بدأوا بالفعل في تطوير مفهوم مماثل، تم إنشاؤه بواسطة الكتاب والمنتجين إد سبيلمان وهوارد فريدلاندر، والذي تم تأكيده لاحقًا من خلال مذكرات فريد وينتراوب والسيرة الذاتية لماثيو إي بولي. وفقا لهذه المصادر، لم يتم اختيار بروس لي في الدور الرئيسي جزئيا بسبب عرقه، ولكن أكثر من ذلك بسبب لهجته.
في عام 2015، أعلنت شركة بيرفكت ستورم للترفيه وابنة بروس لي، شانون لي، أنه سيتم إنتاج المسلسل وسيتم بثه على قناة سينماكس، وأن المخرج جستن لين سيكون بمثابة منتج مشارك مع لي. بدأ الإنتاج في 22 أكتوبر 2017، في كيب تاون، جنوب أفريقيا، في استوديوهات كيب تاون السينمائية. تضمن الموسم الأول عشر حلقات وتم عرضه لأول مرة في 5 أبريل 2019.

## البث
في المملكة المتحدة، تم عرض الموسم الأول لأول مرة في 25 يونيو 2019 ، على سكاي وان. تم عرض الموسم الثاني لأول مرة في 14 أكتوبر 2020. في أستراليا، تم عرض الموسم الأول لأول مرة في 12 يونيو 2019، على قناة فوكس8. في كندا، كلا الموسمين متاحان للبث على كراف. عُرض الموسم الثالث على ماكس في 29 يونيو 2023 بثلاث حلقات جديدة.

## الحلقات
| الموسم | الحلقات | الحلقات | تم بثه في الأصل | تم بثه في الأصل | تم بثه في الأصل |
| الموسم | الحلقات | الحلقات | تم بثه لأول مرة | تم بثه آخر مرة  | الشبكة          |
| ------ | ------- | ------- | --------------- | --------------- | --------------- |
| 1      | 10      | 10      | 5 أبريل 2019    | 7 يونيو 2019    | سينماكس         |
| 2      | 10      | 10      | 2 أكتوبر 2020   | 4 ديسمبر 2020   | سينماكس         |
| 3      | 10      | 10      | 29 يونيو 2023   | 17 أغسطس 2023   | ماكس            |

## روابط خارجية
المحارب على موقع IMDb (الإنجليزية)
- المحارب على موقع روتن توميتوز (الإنجليزية)
- المحارب على موقع نتفليكس (الإنجليزية)
- المحارب على موقع فيلمافينيتي (الإسبانية)
- المحارب على موقع كينوبويسك (الروسية)
- المحارب على موقع ألو سيني (الفرنسية)
- المحارب على موقع قاعدة بيانات الفيلم (الإنجليزية)